# Alireza Firouzja
Alireza Firouzja (perskyː علی‌رضا فیروزجا, Alírezá Fírúzdžá, výslovnost [æliːɾezɑː fiːɾuːzˈdʒɑː],* 18. června 2003) je francouzský šachista íránského původu. Byl považován za zázračné dítě a stal se jedním z nejmladších šachových velmistrů historie. Ve věku 12 let vyhrál íránský šachový šampionát a titul velmistra získal ve 14 letech. Je druhým nejmladším hráčem, který dosáhl hodnocení FIDE Elo 2700 (po Wej I), a to ve věku 16 let a 1 měsíc.
Od listopadu 2019 byl Firouzja hodnocen jako nejlepší íránský hráč šachu a nejlepší hráč v kategorii U16 na světě s Elo hodnocením 2723. Poté, co Írán stáhl své hráče z Mistrovství světa v rapid a bleskovém šachu kvůli zákazu hrát proti sportovcům z Izraele, Firouzja v prosinci 2019 oznámil, že nadále nebude hrát pod íránskou vlajkou. Protože od roku 2019 žije s otcem ve Francii, začátkem roku 2020 oznámil, že by chtěl hájit francouzské národní barvy. Roku 2021 již byl oporou francouzského národního mužstva na mistrovství Evropy a na první šachovnici získal 8 bodů z 9, čímž své nové vlasti pomohl k získání druhého místa v tomto turnaji.

## Život a šachová kariéra
Firouzja se narodil 18. června 2003 v Bábolu. Šachy začal hrát v osmi letech.  Od roku 2019 žije ve Francii.
Firouzja získal zlatou medaili v kategorii U12 na asijském šampionátu mládeže v roce 2015. V roce 2016 vyhrál íránský šachový šampionát. Získal 8/11 bodů (+5–0 = 6), což je o plný jeden bod před jeho následujícími soutěžícími, a ve 12 letech se stal nejmladším vítězem tohoto titulu. V roce 2016 získal FIDE titul mezinárodního velmistra (IM). V dubnu 2018 mu byl udělen titul velmistra (GM).
Od 26. července do 4. srpna 2018 zastupoval Firouzja Írán na Asijském poháru v Hamadánu. Írán zvítězil ve všech třech otevřených turnajích a Firouzja byl špičkovým individuálním hráčem v klasickém turnaji se 6/7. Na 43. šachové olympiádě hrál na čtvrté šachovnici a bodoval 8/11 (+6−1 = 4).  Získal také individuální zlato na světové šachové olympiádě U16, která se konala od 25. listopadu do 2. prosince 2018, se skóre 8/9 bodů (+ 7−0 = 2; turnajové Elo 2736).
Na mistrovství světa v rapid šachu 2018, které se konalo v Petrohradě, skončil Firouzja šestý mezi hráči světové třídy za Daniilem Dubovem, Shakhriyarem Mamedyarovem, Hikaru Nakamurou, Vladislavem Artemievem a Magnusem Carlsenem. Firouzja startoval jako 166. nasazený hráč v turnaji s 206 účastníky a získal 10/15 (+ 8-3 = 4) a turnajové hodnocení 2848, druhé nejvyšší v soutěži za vítězným Dubovem. Na mistrovství světa v bleskovém šachu 2018 se umístil 42. ze 150 se skóre 12/21 (+ 10−7 = 4). Po 7 kolech s 6½/7 vedl v tabulce o celý bod před ostatními, ale jeho forma klesla poté, co prohrál s konečným vítězem Carlsenem v 8. kole.

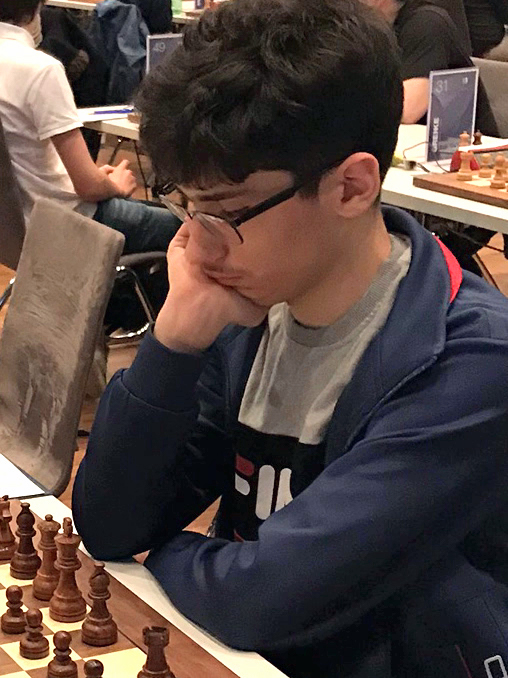
Firouzja na Grenke Chess Open, 22. dubna 2019

Firouzja v roce 2019 podruhé vyhrál íránský šachový šampionát, první místo obsadil s 9/11 (+ 7−0 = 4). V březnu se účastnil mistrovství světa v šachu týmů s Íránem. Získal 7/9 bodů (+ 6−1 = 2), Írán obsadil šesté místo z deseti. V dubnu se Firouzja zúčastnil turnaje Chess.com Bullet Chess Championship a ve čtvrtfinále prohrál s konečným vítězem Hikaru Nakamurou. Později v dubnu se umístil na 2. místě za Constantinem Lupulescem v turnaji Reykjavík Open se 7/9 (+ 6−1 = 2). Během dne odpočinku v tomto turnaji vyhrál Evropské mistrovství ve Fischerově šachu (náhodné rozestavení figur) s 8/9 (+ 7−0 = 2).
Firouzja se účastnil Grenke Chess Open, která se konala ve dnech 18. až 22. dubna 2019. Vyhrál své první dvě hry, ale ve třetím kole odmítl hrát proti izraelskému mistru FIDE Or Bronsteinovi, čímž kontumačně prohrál. To bylo v souladu s íránskou vládní politikou, protože Írán neuznává stát Izrael a hráče, kteří soutěží s Izraelci, sankcionuje. Firouzja pak prohrál ve čtvrtém kole s Antonií Ziegenfussovou hodnocenou Elo 1945. Přestože zbývajících pět her vyhrál, stačilo to pouze na 27. místo se 7/9. V květnu čelil Firouzja peruánskému velmistru José Martinez-Alcantarovi v rámci jednoho z 2019 juniorských rychlostních šachových šampionátů, online soutěže pořádané společností Chess.com. Firouzja zvítězil s celkovým skóre 18–7.
V červnu 2019 se Firouzja těsně kvalifikoval na místo ve světovém poháru.
Firouzja reprezentoval Tatvana v turecké superlize od 17. do 28. července 2019. Skóroval 11½/13 (+10–0 = 3), čímž zvýšil své hodnocení na 2702  Díky tomu se Firouzja stal prvním Íráncem, který dosáhl hodnocení 2700 a zároveň v té době nejmladšího super velmistra na světě.
Na světovém poháru FIDE v září 2019 Firouzja porazil v prvních dvou kolech Arman Paškikiana a Daniila Dubova. Díky tomu byl Firouzja prvním íránským hráčem, který dosáhl třetího kola mistrovství světa v šachu. Ve třetím kole čelil Dingu Lirenovi nasazenému jako číslo jedna. Firouzja remizoval s Dingem ve dvou klasických hrách, ale ztratil oba tiebreakery v rapid šachu a turnaj pro něj skončil.
Dne 27. prosince 2019 oznámil Firouzja, že už nebude hrát za íránskou šachovou federaci, poté, co Írán stáhl své hráče ze světového šampionátu v rapid a bleskovém šachu kvůli zákazu hrát proti Izraelcům. Místo toho soutěžil s licencí FIDE. Firouzja se zúčastnil mistrovství světa v rapid šachu od 26. do 28. prosince 2019. Turnaj dokončil jako finalista s 10½/15 (+ 8–2 = 5), o jeden bod méně než vítěz Carlsen. Je vůbec prvním velmistrem narozeným v Íránu, který dokázal vystoupit na pódium v historii této soutěže. Na mistrovství světa v bleskovém šachu konaném od 29. do 30. prosince 2019 se Firouzja umístil na 6. místě s 13½/21 (+ 12–6 = 3).
Firouzja se v lednu zúčastnil šachového turnaje ve Wijk aan Zee.  Stal se prvním Íráncem, který soutěžil v mistrovské třídě turnaje. Bylo to poprvé, kdy se Firouzja postavil před světovou elitu na klasickém turnaji každý s každým, a v rozhovoru prohlásil, že jeho očekávání nebyla zaměřena na vítězství této události, ale aby získala více zkušeností na nejvyšší úrovni. Skončil s 6½/13 (+ 4–4 = 5), na 9. místě.
V únoru 2020 Firouzja soutěžil v mistrovské třídě na Mezinárodním šachovém festivalu v Praze, kde na poslední chvíli nastoupil jako náhrada za Wej I, který se kvůli pandemii covidu-19 nemohl zúčastnit. Po nerozhodném výsledku mezi prvním a pátým hráčem zvítězil Firouzja v turnaji po vítězství v 2:0 nad Viditem Gujrathim, čímž zlepšil svůj předchozí výsledek z Tata Steel ve Wijk aan Zee a stal se jedním z nejmladších hráčů, kteří kdy dosáhli vítězství na superturnaji. 
Dne 15. dubna 2020 čelil Firouzja Magnusu Carlsenovi ve finále Chess24 Banter Blitz Cupu a vyhrál 8½ – 7½. Firouzja poté od 18. dubna do 3. května soutěžil v online turnaji v rapid šachu, který uspořádal jako vyzyvatel Magnus Carlsen s Chess24 pro dalších sedm špičkových hráčů. Carlsen ve svém zápase porazil Firouzja 2½ – 1½. Firouzja se umístil celkově na 6. místě a nepostoupil do play-off.
V listopadu 2021 se zúčastnil turnaje FIDE Grand Swiss, který vyhrál s 8/11, půl bodu před Fabianem Caruanou. Touto výhrou se zároveň kvalifikoval na nadcházející turnaj kandidátů.
V listopadu zároveň reprezentoval Francii na Evropském mistrovství v šachu družstev, kde hrál na první šachovnici. Na tomto turnaji měl nevídaných 8/9 proti soupeřům velmistrovské úrovně, zároveň tímto výkonem získal jako nejmladší hráč v historii Elo hodnocení přes 2800, a ve světovém žebříčku se díky tomuto výkonu zároveň posunul na druhé místo.